# Aritz Aduriz
Aritz Aduriz Zubeldia (San Sebastián,  1981. február 11. –) válogatott spanyol labdarúgó, legutóbb az Athletic Bilbao játékosa volt. Posztját tekintve csatár. 2020. május 20-án bejelentette, hogy befejezi az aktív pályafutását.
Pályafutásának nagy részét a baszk csapatnál töltötte, közel száz gólt szerzett már a klub színeiben tétmérkőzésen. A spanyol első osztályban ennél is több találatot szerzett, megfordult még többek közt a RCD Mallorca és a Valencia CF csapatainál is.
Amellett, hogy bemutatkozhatott a spanyol nemzeti csapatban, rendszeresen pályára lép a baszk válogatott nemhivatalos barátságos mérkőzésein is.

## Pályafutása

### Athletic Bilbao
Aritz Aduriz a San Sebastián területén található Gipuzkoa városában született és 19 évesen az amatőr CD Aurrerá de Vitoria csapatában tanulta a labdarúgás alapjait, majd az Athletic Bilbao utánpótlás központjába került. A baszk csapat színeiben 2002. szeptember 14-én, a Barcelona ellen debütált a spanyol élvonalban. Ezt követően majdnem három teljes szezont töltött kölcsönben mielőtt 2005 decemberében visszatért a Bilbaóhoz. A 2006-2007-es szezonban 34 bajnokin kilencszer talált a hálóba, a Real Zaragoza ellen mesterhármast szerzett 2007. május 19-én. A következő bajnokságban kevesebb lehetőséget kapott Fernando Llorente mögött, de így is szerzett hét gólt, és pályára lépett harminchárom mérkőzésen.

### Mallorca
2008 augusztusában  négyéves szerződést írt alá a Mallorcához. Első gólját október 26-án, az Espanyol ellen szerezte, a 2008-2009-es idényt új csapat házi gólkirályaként fejezte be. A következő szezonban megismételte ezt a bravúrt, tizenkétszer volt eredményes a bajnokság során, a Szigetlakók pedig az 5., Európa-liga indulást jelentő helyen végeztek az idény végén.

### Valencia
2010. július 14-én, már 29. születésnapja után írt alá a Valenciához, akik 4 millió eurót fizettek a játékjogáért. Első gólját augusztus 28-án a Málaga elleni 3-1-es győzelem alkalmával szerezte. 2011 januárjától Unai Emery gyakran csak a kispadon talált neki helyet a brazil Jonas és Roberto Soldado mögött.  Első szezonjában 14 gólt szerzett és bemutatkozhatott a bajnokok ligájában is.

### Újra a Bilbaóban
2012. június 27-én Aduriz visszatért nevelőegyesületéhez, az Athletic Bilbaóhoz, akikkel hároméves szerződést írt alá. Augusztus 23-án szerezte régi-új csapatában az első gólját, a finn HJK-nak talált be az Európa-liga selejtezőjében, majd október 20-án a Valencia ellen duplázott a Mestallában. Remek formája az egész idényben kitartott, stabil kezdővé vált, a szezont 18 góllal zárta, ebből tizennégyet lőtt az élvonalban.
2013 nyarán Llorente a Juventushoz igazolt, így az új edző, Ernesto Valverde is Adurizt favorizálta a csatárposzton. Február 28-án mesterhármast lőtt a Granadának. 2015 februárjában gólt lőtt a Bacelona, majd betalált a Rayo Vallecano és a Villarreal ellen is, amivel az idény végén kiérdemelte a Telmo Zarra Trófeát.
2015. augusztus 14-én mesterhármast ért el a Bacelona elleni Szuperkupa mérkőzésen, majd a visszavágót követően megnyerte pályafutása első trófeáját. Az idény első tizennégy tétmérkőzésén tizenegy gólt szerzett, ennek köszönhetően pedig meghosszabbították a szerződését 2017 nyaráig. November 5-én az FK Partizan ellen szerzett gólja volt a 100. találata a Bilbao színeiben.
2016 márciusában a liga legjobbjának választották a hónapban. Ugyan a későbbi győztes Sevilla FC kiejtette a Bilbaót az Európa-liga nyolcaddöntőjében, Aduriz tíz góljával a sorozat gólkirálya lett. Az egész idényt figyelembe véve 36 gólt szerzett, ennél többet egy idényben csak Telmo Zarra (47) és Bata (36) szereztek a baszk együttesben.
2016. november 3-án a belga Genk elleni hazai Európa-liga csoportmérkőzésen ötször volt eredményes, a kupasorozat történetében első játékosként.

### A válogatottban
Adurizt 29 éves korában, 2010 októberében hívták meg először a spanyol válogatottba a 2012-es Európa-bajnoki selejtezők ideje alatt. A litvánok elleni mérkőzésen Fernando Llorente helyére állt be az utolsó nyolc percre. 
Legközelebb hat évvel később szerepelt a nemzeti csapatban, Vicente del Bosque hívta be az olaszok és románok ellen készülő keretbe. Del Bosque végül a 2016-os Európa-bajnokságon is számított a játékára.
Aduriz a nem FIFA-tag baszk válogatottban 2006. október 8-án szerepelt először a Katalónia elleni barátságos mérkőzésen a Camp Nou-ban.   

## Statisztika
2019. augusztus 17-én frissítve.
| Klub                   | Szezon                 | Bajnokság     | Bajnokság | Kupa          | Kupa  | Nemzetközi kupa | Nemzetközi kupa | Összesen      | Összesen |
| Klub                   | Szezon                 | Pályára lépés | Gólok     | Pályára lépés | Gólok | Pályára lépés   | Gólok           | Pályára lépés | Gólok    |
| ---------------------- | ---------------------- | ------------- | --------- | ------------- | ----- | --------------- | --------------- | ------------- | -------- |
| Aurrerá                | 1999–2000              | 25            | 8         | –             | –     | –               | –               | 25            | 8        |
| Aurrerá                | Összesen               | 25            | 8         | –             | –     | –               | –               | 25            | 8        |
| Bilbao Athletic        | 2000–01                | 33            | 8         | –             | –     | –               | –               | 33            | 8        |
| Bilbao Athletic        | 2001–02                | 35            | 7         | –             | –     | –               | –               | 35            | 7        |
| Bilbao Athletic        | 2002–03                | 22            | 3         | –             | –     | –               | –               | 22            | 3        |
| Bilbao Athletic        | Összesen               | 90            | 18        | –             | –     | –               | –               | 90            | 18       |
| Athletic Bilbao        | 2002–03                | 3             | 0         | 1             | 0     | –               | –               | 4             | 0        |
| Burgos                 | 2003–04                | 36            | 16        | 2             | 0     | –               | –               | 38            | 16       |
| Burgos                 | Összesen               | 36            | 16        | 2             | 0     | –               | –               | 38            | 16       |
| Valladolid             | 2004–05                | 32            | 14        | 6             | 2     | –               | –               | 38            | 16       |
| Valladolid             | 2005–06                | 14            | 6         | 0             | 0     | –               | –               | 14            | 6        |
| Valladolid             | Összesen               | 46            | 20        | 6             | 2     | –               | –               | 52            | 22       |
| Athletic Bilbao        | 2005–06                | 15            | 6         | 2             | 0     | –               | –               | 17            | 6        |
| Athletic Bilbao        | 2006–07                | 34            | 9         | 1             | 0     | –               | –               | 35            | 9        |
| Athletic Bilbao        | 2007–08                | 33            | 7         | 5             | 1     | –               | –               | 38            | 8        |
| Mallorca               | 2008–09                | 35            | 11        | 5             | 0     | –               | –               | 40            | 11       |
| Mallorca               | 2009–10                | 34            | 12        | 4             | 1     | –               | –               | 38            | 13       |
| Mallorca               | Összesen               | 69            | 23        | 9             | 1     | –               | –               | 78            | 24       |
| Valencia               | 2010–11                | 29            | 10        | 2             | 2     | 8               | 2               | 39            | 14       |
| Valencia               | 2011–12                | 29            | 7         | 6             | 1     | 10              | 1               | 45            | 9        |
| Valencia               | Összesen               | 58            | 17        | 8             | 3     | 18              | 3               | 84            | 23       |
| Athletic Bilbao        | 2012–13                | 36            | 14        | 2             | 1     | 6               | 3               | 44            | 18       |
| Athletic Bilbao        | 2013–14                | 31            | 16        | 5             | 2     | –               | –               | 36            | 18       |
| Athletic Bilbao        | 2014–15                | 31            | 18        | 9             | 5     | 8               | 3               | 48            | 26       |
| Athletic Bilbao        | 2015–16                | 34            | 20        | 7             | 6     | 14              | 10              | 55            | 36       |
| Athletic Bilbao        | 2016–17                | 32            | 16        | 4             | 1     | 6               | 7               | 42            | 24       |
| Athletic Bilbao        | 2017–18                | 33            | 9         | 1             | 0     | 14              | 11              | 48            | 20       |
| Athletic Bilbao        | 2018–19                | 20            | 2         | 3             | 4     | –               | –               | 23            | 6        |
| Athletic Bilbao        | 2019–20                | 1             | 1         | 0             | 0     | –               | –               | 1             | 1        |
| Athletic Bilbao összes | Athletic Bilbao összes | 303           | 118       | 38            | 16    | 48              | 34              | 389           | 168      |
| Karrier összesen       | Karrier összesen       | 627           | 221       | 63            | 22    | 66              | 37              | 756           | 280      |

## Sikerei, díjai

### Klub
Athletic Bilbao
- Spanyol szuperkupa-győztes (1): 2015
- Copa del Rey: Döntős 2014–15

### Egyéni
- Zarra Trophy: 2014–15,[31] 2015–16
- Az Európa-liga gólkirálya: 2015–16[32]